# 발터 WA2000
발터 WA2000 불펍식 반자동 저격총은 1970년대, 독일의 발터사에서 개발한 고등 경찰 저격수를 위한 저격총이다. 뮌헨 참사를 계기로 불붙은 반자동 저격총 개발의 결과중 하나로서, 매우 정확하다.
첫 생산 당시의 WA2000의 가격은 미국 달러로 $9,000였다. 이 가격은 군용 화기로서는 너무나 비쌌기에 채용되지 못하였다. 그러한 이유로 양산화되지 못하고 176정 만이 생산되었다. 적은 수량으로 인해 가격이 크게 치솟아 $75,000~ $80,000 사이로 알려져 있다.

## 대중문화
- 로블록스의 게임인 Phantom Forces에서 고렙 저격총으로 나온다. 발사속도는 DMR인 반자동 저격총이지만 실제처럼 기동성이 높다.

- 소녀전선에서 모에화되어서 등장한다.

- 여러 가지 게임에서 WA2000이라는 진짜 이름으로 등장하고 있다.

- 밀크초코에서 GP-01이라는 이름의 저격총으로 등장한다.
- 히트맨시리즈의 상징적인 무기라고 할 수 있다.

## 작동 방식
회전 노리쇠, 가스 작동식으로 작동하며, 총열으로 프리 플로팅 바렐을 채용함으로써 탄알을 발사할시에 총열에 가해지는 진동을 최소화하였다. 그에 따라 탄약의 명중률도 상대적으로 높아졌다.하지만 프리 플로팅 바렐이 무거워,총의 무게가 증가하였다. 300 윈체스터 매그넘, 7.62 × 51 mm NATO, 7.5 x 55mm 스위스 탄을 사용하는 3가지 변형이 있다. 잠긴 노리쇠와 7개의 잠금 돌기에 의해 탄이 발사된다.

## 같이 보기
- 저격총 목록
- 불펍
- 헤클러&코흐 PSG-1